# Gołąb przysiadł na gałęzi i rozmyśla o istnieniu
Gołąb przysiadł na gałęzi i rozmyśla o istnieniu (szwedz. En duva satt på en gren och funderade på tillvaron, 2014) – komediodramat w reżyserii i według scenariusza Roya Anderssona zrealizowany w koprodukcji europejskiej (Szwecja, Niemcy, Norwegia, Francja, Dania). Obraz jest trzecią częścią filmowego tryptyku reżysera zatytułowanego „Żyjąc” (w pozostały skład wchodzą filmy: Do ciebie, człowieku z 2007  oraz Pieśni z drugiego piętra z 2000 roku). Zdjęcia kręcono w Sztokholmie.
Światowa premiera filmu miała miejsce 2 września 2014 roku, podczas 71. Międzynarodowego Festiwalu Filmowego w Wenecji, w ramach którego obraz brał udział w Konkursie Głównym. Na tym festiwalu film otrzymał nagrodę główną − Złotego Lwa.
Polska premiera filmu nastąpiła 10 kwietnia 2015 roku, w ramach Festiwalu Filmowego Wiosna Filmów w Warszawie.
Następnie film został zaprezentowany podczas 15. Międzynarodowego Festiwalu Filmowego T-Mobile Nowe Horyzonty we Wrocławiu w dniu 30 lipca 2015. Do ogólnopolskiej dystrybucji obraz wszedł w dniu 7 sierpnia 2015.
Film został wyselekcjonowany jako oficjalny kandydat Szwecji do Oscara za najlepszy film nieanglojęzyczny podczas 88. ceremonii wręczenia Oscarów, nominacji jednak nie uzyskał.

## Obsada
- Holger Andersson jako Jonathan
- Nils Westblom jako Sam
- Charlotta Larsson jako Lotta
- Viktor Gyllenberg jako Karl XII
- Lotti Törnros jako Instruktor flamenco
- Jonas Gerholm jako Porzucony pułkownik
- Ola Stensson  jako kapitan / Golibroda
- Oscar Salomonsson jako Tancerz

i inni

## Nagrody i nominacje
71. Międzynarodowy Festiwal Filmowy w Wenecji
- nagroda: Złoty Lew − Roy Andersson

28. ceremonia wręczenia Europejskich Nagród Filmowych
- nagroda: Najlepsza Europejska Komedia − Roy Andersson
- nominacja: Najlepszy Europejski Film − Roy Andersson i Pernilla Sandström
- nominacja: Najlepszy Europejski Reżyser − Roy Andersson
- nominacja: Najlepszy Europejski Scenarzysta − Roy Andersson
- nominacja: Nagroda Publiczności − Roy Andersson

31. ceremonia wręczenia Independent Spirit Awards
- nominacja: najlepszy film zagraniczny (Szwecja) – Roy Andersson

20. ceremonia wręczenia Satelitów
- nominacja: Najlepszy film międzynarodowy (Szwecja)

18. ceremonia wręczenia Orłów
- nominacja: najlepszy film europejski (Szwecja) – Roy Andersson